# 王子山 (徳島県)
王子山（おうじやま）は、徳島県阿南市日開野町にある山である。標高36m。

## 地理
阿南市長生町日開野町に位置する山。標高約36mの低山で、山頂には6世紀頃のものとされる直径15m前後の円墳3基からなる王子山古墳群がある。
麓には崇徳天皇の第三の皇子とされる朧夜の皇子が創建したと伝わる皇子神社が鎮座する。神社の縁起によると、朧夜の皇子はわずかな罪に問われた後、阿波国のこの地にたどり着き、当山を皇子山と名付け、鳥居と社を建て「皇子大権現」と称したとある。
山内には遊歩道が整備されており、展望台からはのどかな田園風景を眺めることができる。北麓には阿南市立王子農村公園がある。